# 武庫川站
武庫川站（日语：／ Mukogawa eki */?）是位於兵庫縣西宮市和尼崎市，阪神電氣鐵道本線和武庫川線的車站。車站編號為「HS12」。
急行、區間急行停靠此站。在日間與假日全日時段，快速急行停靠此站。

## 歷史

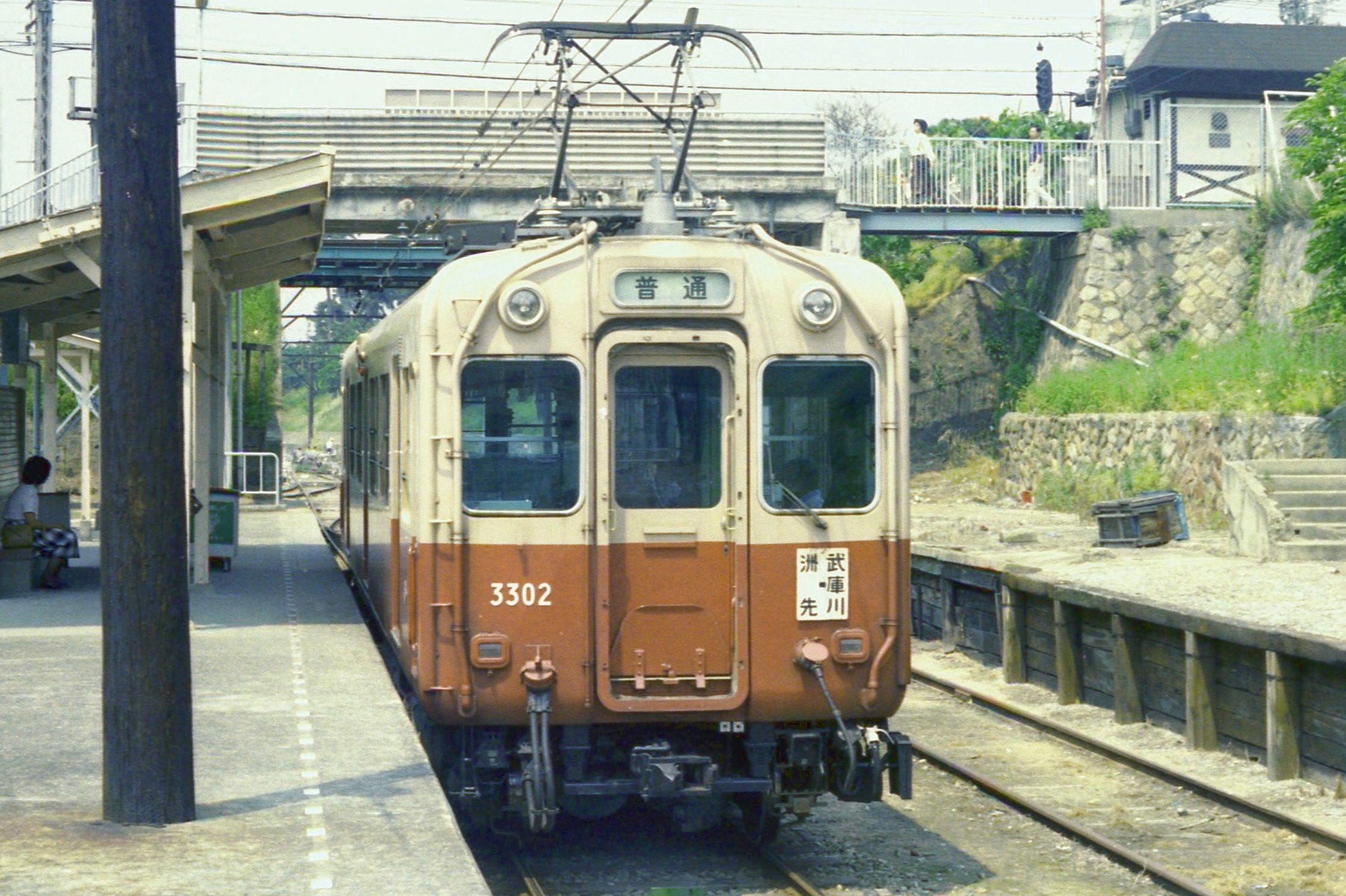
在武庫川線月台停靠中的阪神3301形（1981年6月）

- 1905年（明治38年）4月12日 - 阪神本線開通，此站也同時啟用[1]。
- 1943年（昭和18年）11月21日 - 武庫川線此站至洲先站之間開通。
- 1944年（昭和19年）8月17日 - 武庫川線武庫大橋站至此站之間開通。
- 1946年（昭和21年）1月5日 - 武庫川線的旅客服務暫停。
- 1948年（昭和23年）10月10日 - 武庫川線此站至洲先站之間的旅客服務重開[1]。
- 1984年（昭和59年）4月3日 - 武庫川線洲先站至武庫川團地前站之間啟用，西閘口（近西宮市）啟用，本線月台與武庫川線月台之間加設閘口[1]。
- 1985年（昭和60年）4月14日 - 停運中的武庫大橋站至此站之間廢止。
- 2001年（平成13年）3月10日 - 在此日之前，只在部分時段停靠的急行，在此日起全日停靠[2]。
- 2002年（平成14年） - 此站被選定為第1次「近畿車站百選」。
- 2009年（平成21年）3月20日 - 除了平日早上和晩上外，快速急行停靠此站。
- 2014年（平成26年）4月1日 - 引入車站編號[3][4]。
- 2020年（令和2年）春 - 本線月台向近神戶一方延伸40米，使8卡編成的近鐵車輛可停靠此站。

## 車站構造

### 本線
本線車站是一座高架車站，月台橫跨武庫川上，設有2面2線的相對式月台。月台可容納8卡近鐵車廂。車站設有轉轍器和絶對信號機，被定義為停留所。本線可在此站轉乘武庫川線，在此站至鳴尾·武庫川女子大前站之間設有武庫川信號站，在該處設有聯絡線連接武庫川線路軌。
曾經月台只可容納6卡阪神車輛。在2008年與近鐵互相直通運輸前，把連接武庫川線的部分行人通道進行裝修工程，使月台可容納6卡近鐵車輛，月台全長135米。同時裝設LED式列車資訊系統。在自動廣播方面，也改為使用詳細版本。直至2017年1月，廣播內容中省略了月台編號（與蘆屋站同一類型）。另外，為了下雨時雨水流入月台上，大阪方向的月台牆身設置了膠板。
在2020年3月14日時間表修正後，本線的快速急行班次開始使用8卡編成的列車。因此，在2019年6月，連接武庫川線的部分行人通道進行裝修工程，本線月台向西邊延伸約40米，使月台全長170米，可容納8卡近鐵車輛。

### 武庫川線
武庫川線月台是位於近西宮市一方，建設在地面上並在本線南邊。設有1面2線的島式月台。西邊的路軌北方為死胡同，近東邊的路軌連接引上線，經聯絡線連接本線。由於西邊的路軌上沒有設置場內、出發信號機，因此只會使用東邊的路軌，實際上為1面1線的單式月台。

### 車站大樓
在本線月台兩端，近西宮市和尼崎市一方各設有一座車站大樓。近尼崎市一方，於武庫川堤上本線上下行線各有一座車站大堂（閘口）。近西宮市一方，建於地面上，設有可前往武庫川線月台的車站大堂。
在武庫川線車站中，全部均為無人車站，特別在東鳴尾站、洲先站兩站沒有自動售票機。因此在西宮市一方的車站大樓與武庫川線月台之間設有中間閘口。在閘口側邊也設有自動售票機，售賣前往東鳴尾站、洲先站的車票。

### 月台
| 位置 | 月台     | 路線     | 上下行 | 方向                               |
| ---- | -------- | -------- | ------ | ---------------------------------- |
| 橋上 | 1        | 本線     | 上行   | 尼崎、大阪（梅田）、難波、奈良方向 |
| 橋上 | 2        | 本線     | 下行   | 神戶（三宮）、明石、姬路方向       |
| 地面 | （東邊） | 武庫川線 | -      | 東鳴尾、洲先、武庫川團地前方向     |
| 地面 | （西邊） | 武庫川線 | -      | 不使用                             |

※在武庫川線月台上並沒有設定月台編號。在官方網站的站內圖不會顯示「○號月台」，會以「武庫川線號月台」標示。在「阪神App」智能裝置應用程式中，月台編號則顯示為空白。
|                       | ↑ 武庫川線 : 武庫川團地前方向 |                             |
| ← 本線 : 大阪梅田方向 | 武庫川站、武庫川信號站配線圖  | → 本線 : 神戶三宮、元町方向 |
| 图例 参考文献：       |                               |                             |

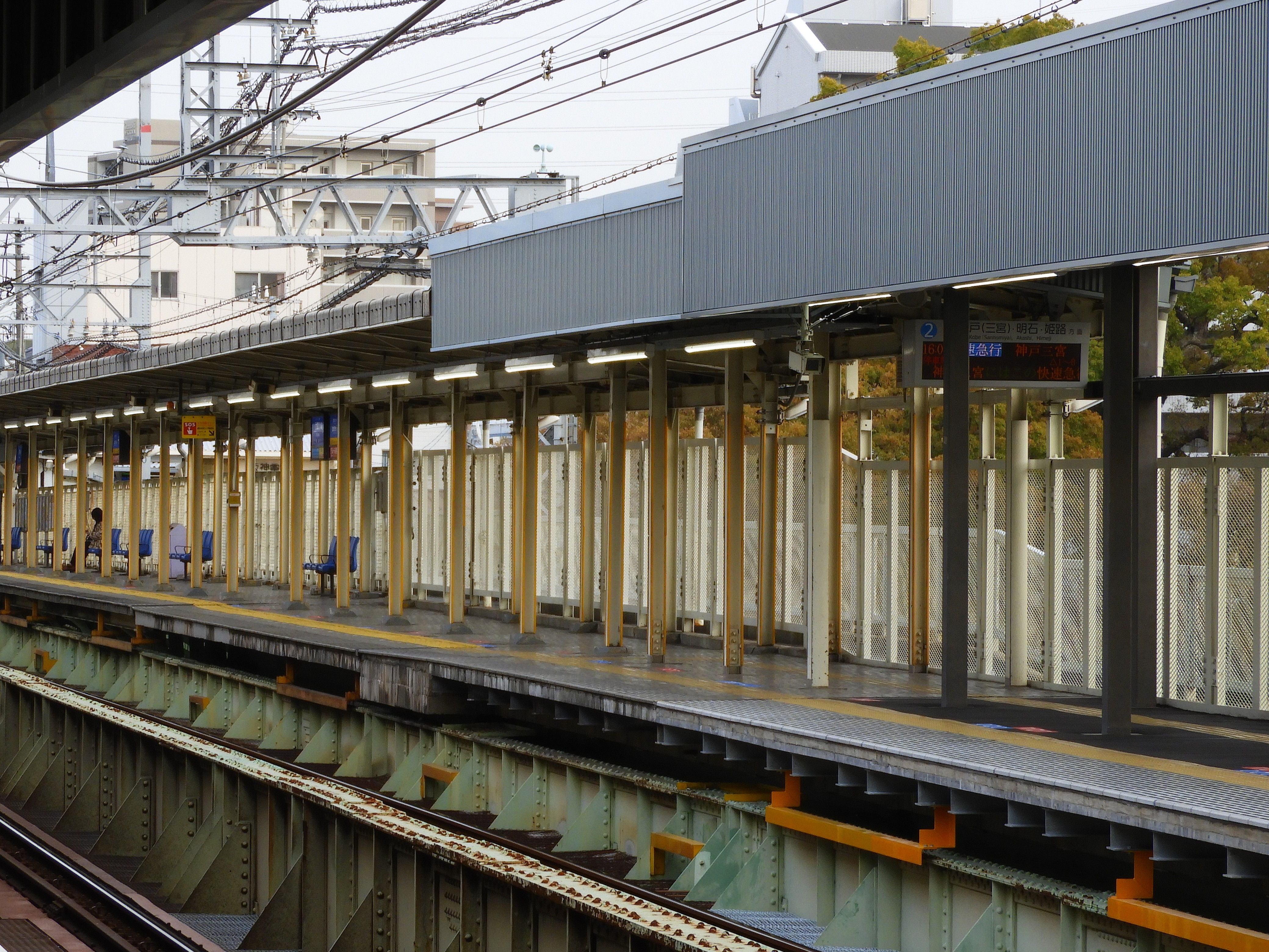
月台延伸時，月台上蓋有所分別 中央的上蓋是為了可容納6卡近鐵車輛而設 右邊的上蓋是為了可容納8卡近鐵車輛而設
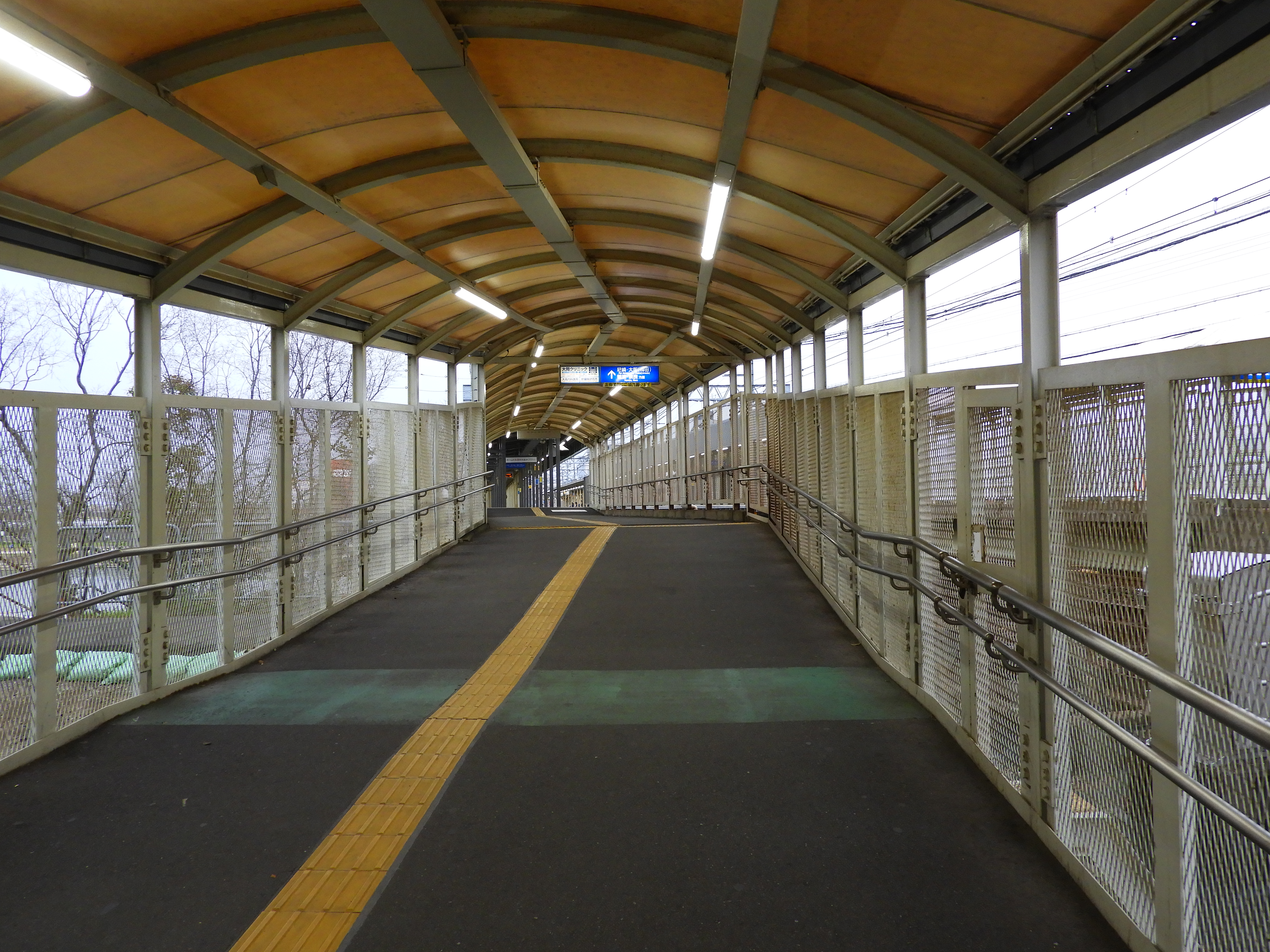
本線月台、西閘口連接武庫川線月台的通道（1號月台）
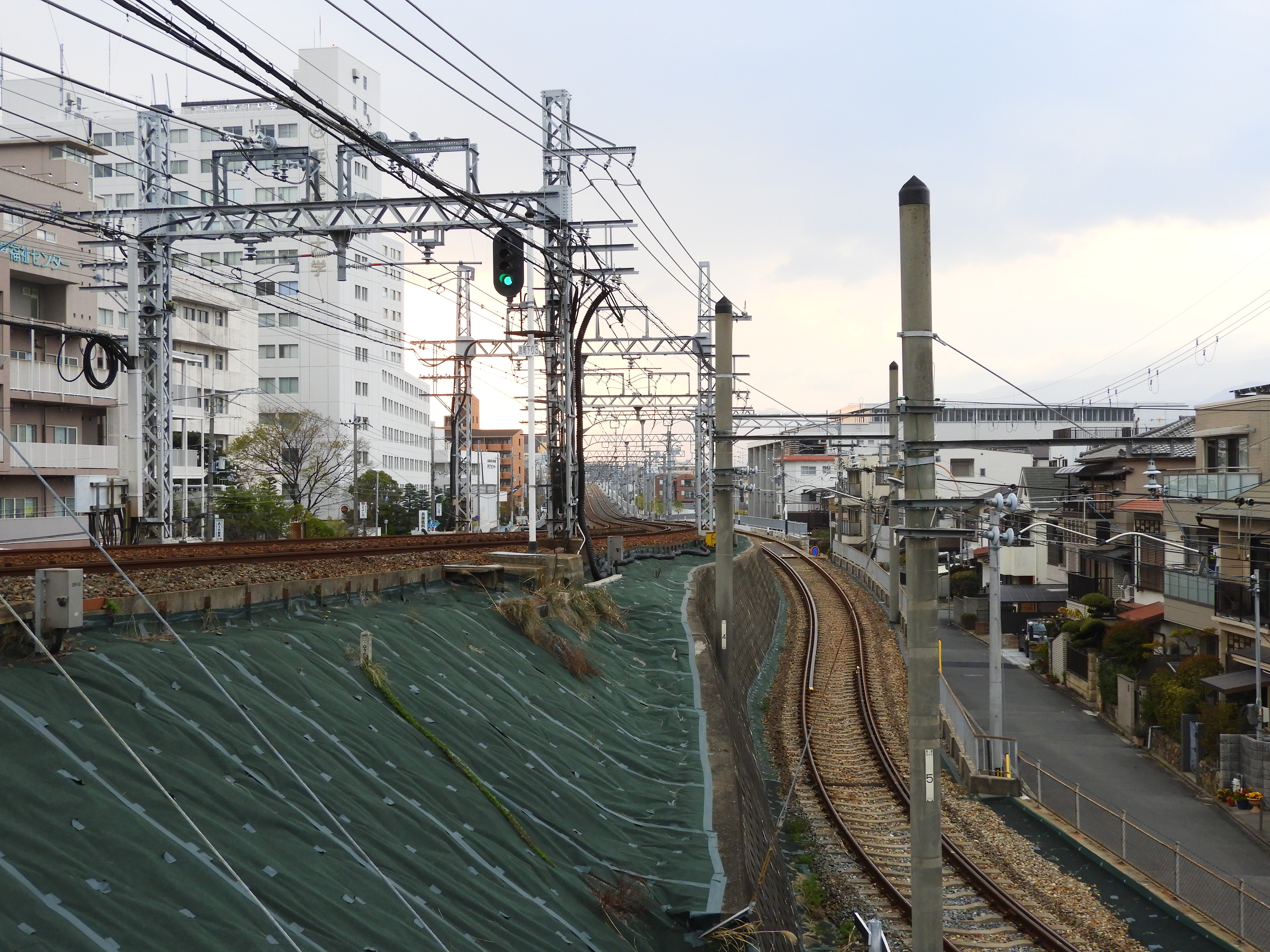
武庫川線的聯絡線（右邊）和本線（左邊）
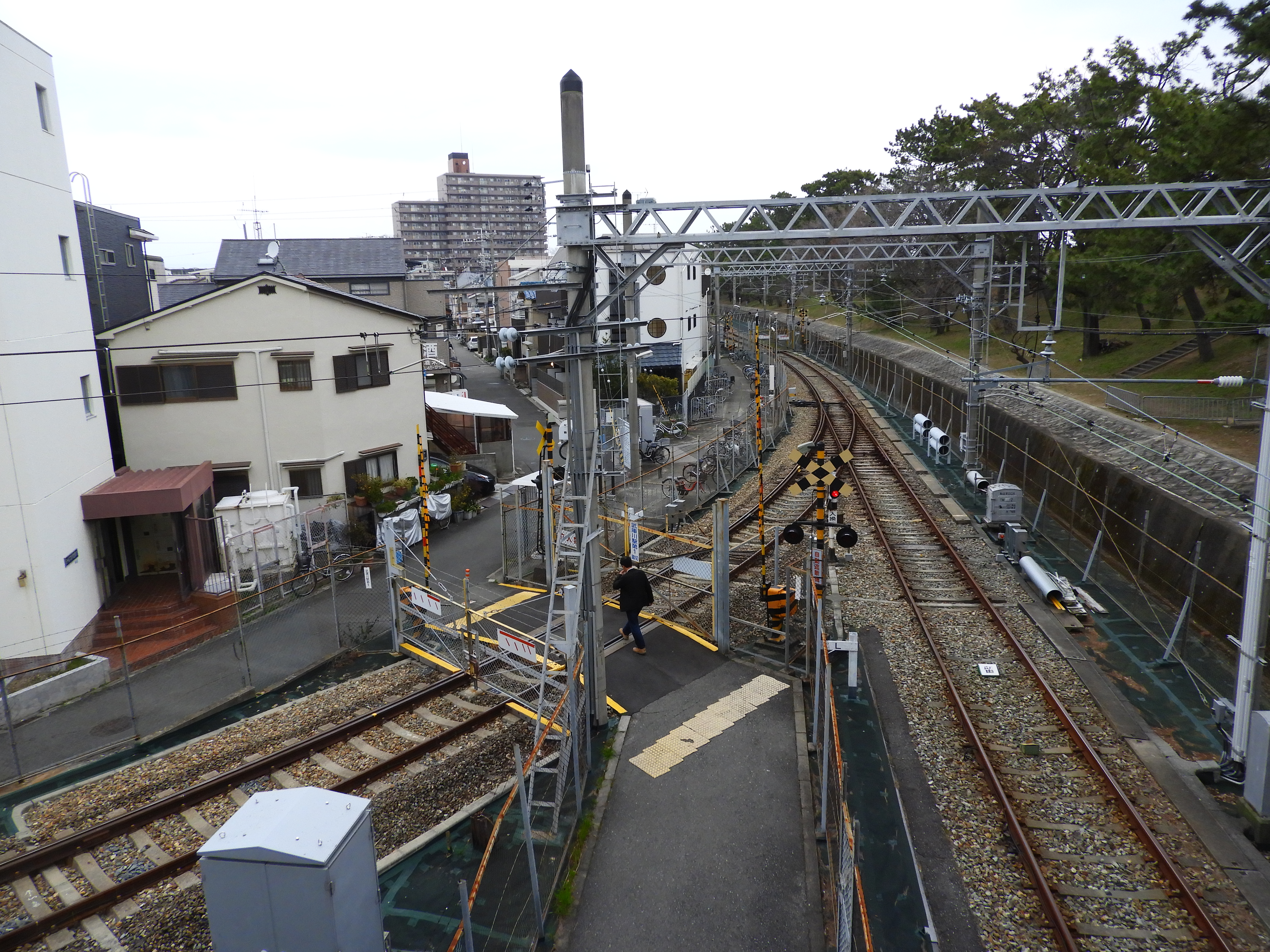
武庫川線的引上線 左邊的分支是前往聯絡線
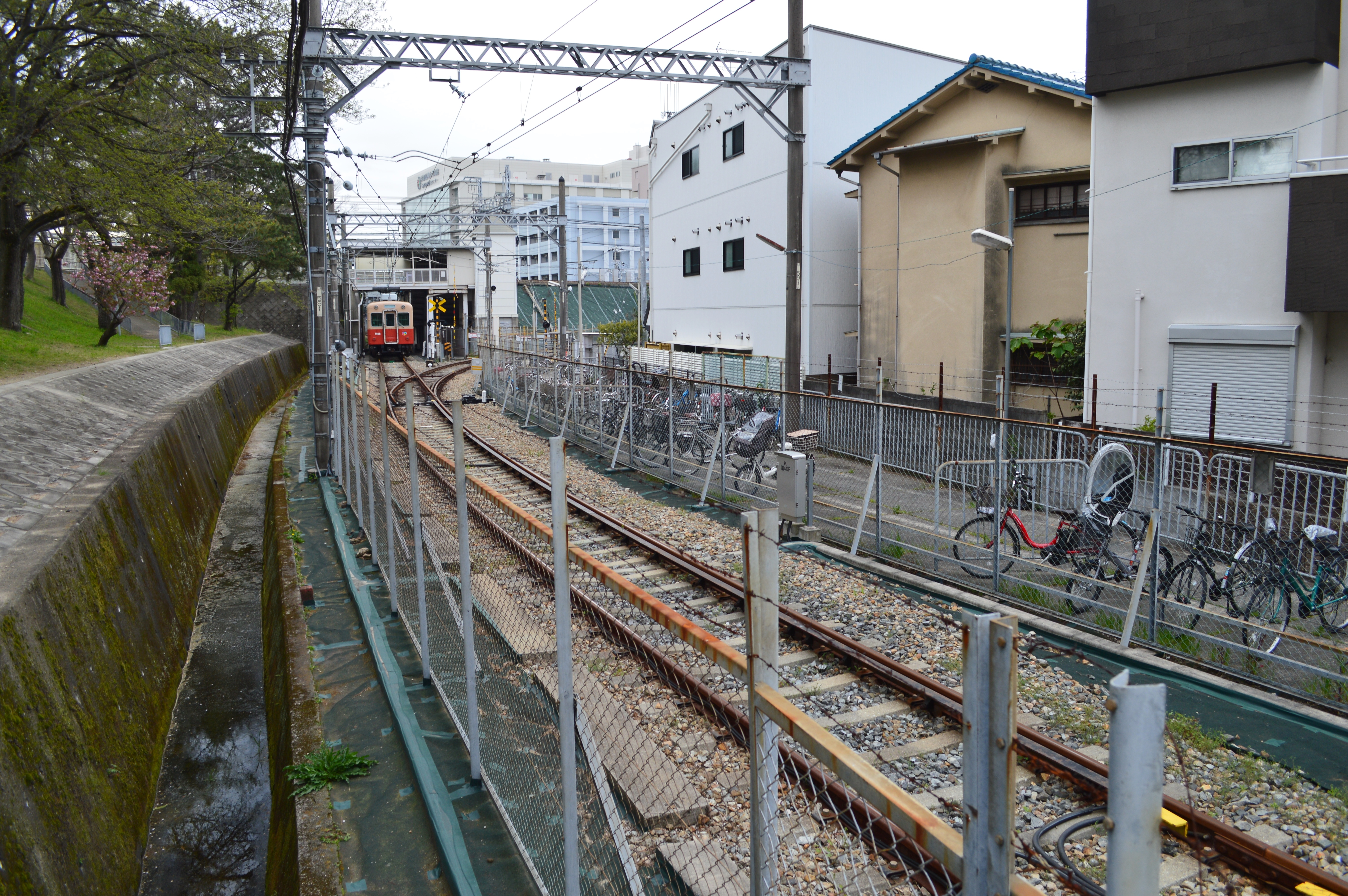
從武庫川線引上線望向武庫川線月台和聯絡線
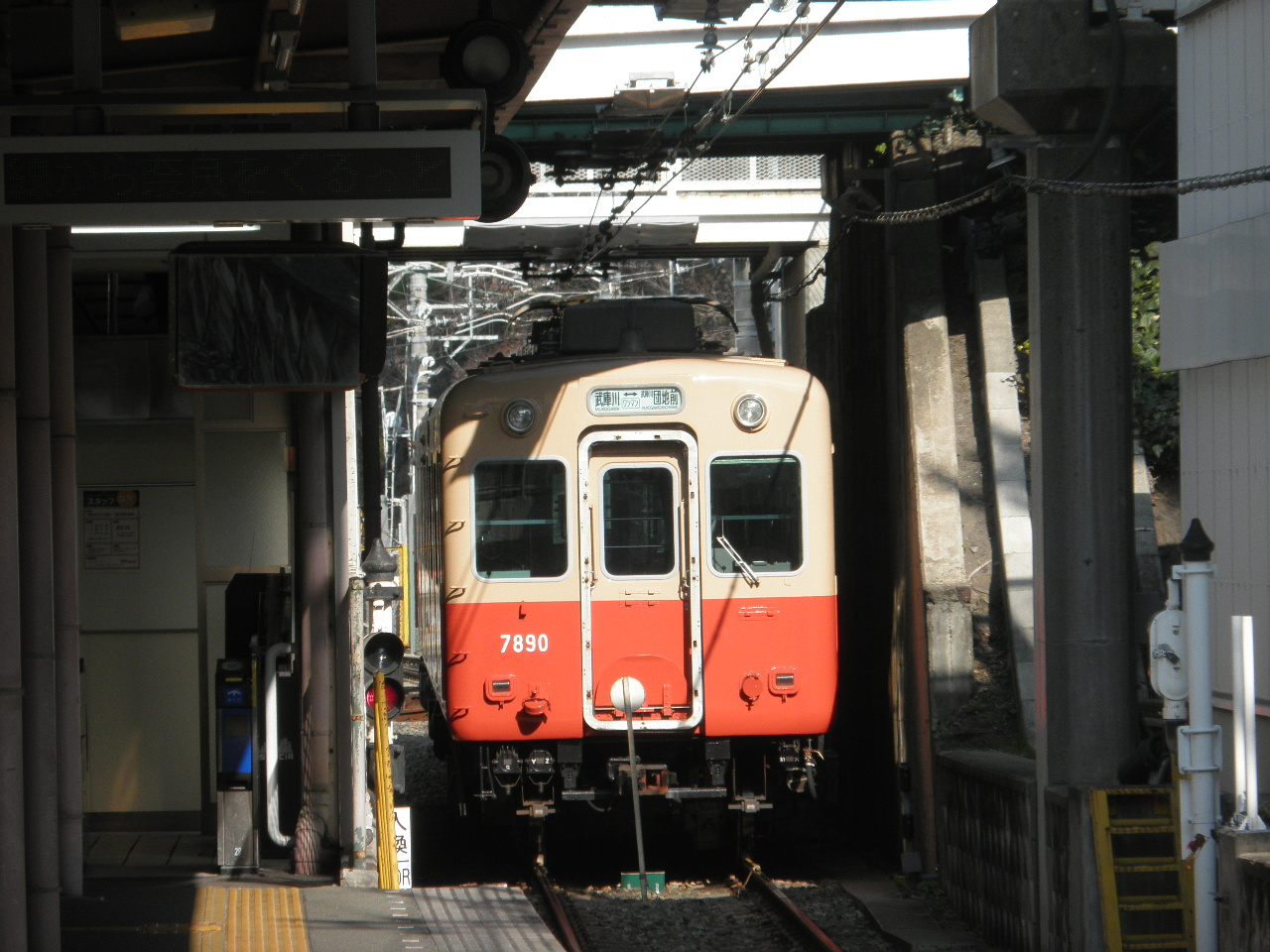
在本線高架橋下，於日間停泊的武庫川線列車

## 使用狀況
在2018年度，1日上下車人次為29,294人。
以下為各年度1日平均乘車、上下車人次列表。
| 年度               | 1日平均 上下車人次 | 1日平均 乘車人次 | 參考資料 |
| ------------------ | ------------------ | ---------------- | -------- |
| 2001年（平成13年） | 24,056             | 12,012           | [ 7 ]    |
| 2002年（平成14年） | 24,946             | 12,513           | [ 7 ]    |
| 2003年（平成15年） | 25,819             | 12,954           | [ 7 ]    |
| 2004年（平成16年） | 25,256             | 12,653           | [ 7 ]    |
| 2005年（平成17年） | 26,161             | 13,143           | [ 7 ]    |
| 2006年（平成18年） | 26,994             | 13,444           | [ 8 ]    |
| 2007年（平成19年） | 26,484             | 13,339           | [ 9 ]    |
| 2008年（平成20年） | 26,994             | 13,537           | [ 10 ]   |
| 2009年（平成21年） | 27,485             | 13,775           | [ 11 ]   |
| 2010年（平成22年） | 27,213             | 13,719           | [ 12 ]   |
| 2011年（平成23年） | 27,151             | 13,711           | [ 13 ]   |
| 2012年（平成24年） | 27,699             | 13,968           | [ 14 ]   |
| 2013年（平成25年） | 28,271             | 14,186           | [ 15 ]   |
| 2014年（平成26年） | 28,573             | 14,289           | [ 16 ]   |
| 2015年（平成27年） | 28,860             | 14,504           | [ 17 ]   |
| 2016年（平成28年） | 29,263             | 14,737           | [ 18 ]   |
| 2017年（平成29年） | 28,756             | 14,500           | [ 19 ]   |
| 2018年（平成30年） | 29,294             | 14,781           | [ 20 ]   |

## 車站周邊

### 近西宮市
- 兵庫醫科大學（日语：兵庫医科大学）
  - 兵庫醫科大學醫院（日语：兵庫医科大学病院）
- 西宮Sunago醫療福祉中心
- 岡太神社（日语：岡太神社 (西宮市)）
- 西宮小松郵局

### 近尼崎市
- 田中醫院
- 明照山圓德寺
- 楠靈神社
- 素盞嗚神社
- 武庫川郵局
- 尼崎大庄郵局

## 巴士路線
在近尼崎市的車站大樓南邊200米處，國道43號高架橋設有武庫川巴士站。該巴士站只有阪神巴士（尼崎市內線）路線。曾經在近西宮市的車站大樓前設有巴士站。
- 1號柱
  - 47號　前往武庫營業所（日语：阪神バス武庫営業所）（經大庄西（日语：大庄地区）、尼崎西消防署（日语：尼崎市消防局）、JR立花 (上)、阪急武庫之莊 (南)、西武庫）
  - 47-2號　前往武庫營業所（經大庄西、稻葉莊1丁目、勞災醫院（日语：関西労災病院）、JR立花 (上)、阪急武庫之莊 (南)、西武庫）
  - 80號　前往阪神出屋敷（經大庄西、琴浦神社（日语：琴浦神社））

- - 30號　前往阪急塚口（經元濱、Research Core前、尼崎賽艇場（日语：尼崎競艇場）、JR立花 (上)、立花分所、尼崎北小學（日语：尼崎市立尼崎北小学校））
  - 90號　前往尼崎Techland前（日语：関電アメニックス）（經尼崎體育之森（日语：尼崎スポーツの森）、末廣町，只有平日、星期六早上1班）

## 相鄰車站
阪神電氣鐵道
 本線
■■直通特急、■特急、■區間特急、■快速急行（平日早上和晚上）
通過
■快速急行（平日日間、星期六及假日）、■急行
尼崎（HS 09）－武庫川（HS 12）－甲子園（HS 14）
■區間急行
尼崎（HS 09）－武庫川（HS 12）－鳴尾·武庫川女子大前（HS 13）
■普通
尼崎汽艇比賽場前（HS 11）－武庫川（HS 12）－（武庫川信號場）－鳴尾·武庫川女子大前（HS 13）
 武庫川線（所有列車各站停車）
武庫川（HS 12）－東鳴尾（HS 53）

### 曾經存在的路線
阪神電氣鐵道
武庫川線（廢止區間）
武庫大橋－小松－武庫川（－東鳴尾）

## 注腳
1. 1 2 3 4 5 6 7 8 9 10 11 12 13 14 15 16 17 18  . 神戶新聞綜合出版中心. 2012-12-10: 47. ISBN 9784343006745.
2. ↑  鶴通孝. . 鐵道雜誌 (鐵道雜誌社). 2001年5月, 通卷415號: 65.
3. ↑   (PDFlink) (新闻稿). 阪神電氣鐵道株式會社. 2013-04-30  [2016-04-08]. （原始内容存档 (PDF)于2019-06-17）.
4. ↑  . 讀賣新聞（大阪晨報） (讀賣新聞大阪本社). 2014-03-20: p.32.
5. ↑  武庫川線構内案内図 （页面存档备份，存于）（日語）
6. ↑  . 圖説 日本之鐵道. 川島令三 編著. 講談社. 2009. ISBN 978-4-06-270017-7.29頁
7. 1 2 3 4 5  尼崎市統計書（平成18年）PDF
8. ↑  尼崎市統計書（平成19年）PDF
9. ↑  尼崎市統計書（平成20年）PDF
10. ↑  尼崎市統計書（平成21年）PDF
11. ↑  尼崎市統計書（平成22年）PDF
12. ↑  尼崎市統計書（平成23年）PDF
13. ↑  尼崎市統計書（平成24年）PDF
14. ↑  尼崎市統計書（平成25年）PDF
15. ↑  尼崎市統計書（平成26年）PDF
16. ↑  尼崎市統計書（平成27年）PDF
17. ↑  尼崎市統計書（平成28年）PDF
18. ↑  尼崎市統計書（平成29年）PDF
19. ↑  尼崎市統計書（平成30年）PDF
20. ↑  尼崎市統計書（令和元年）PDF
21. ↑  前尼崎市交通局

## 外部連結
- 武庫川（路線圖、車站資訊） - 阪神電氣鐵道